# Nomia atripes
Nomia atripes är en biart som beskrevs av Heinrich Friese 1909. Nomia atripes ingår i släktet Nomia och familjen vägbin. Inga underarter finns listade i Catalogue of Life.